# 盲搶鹽事件

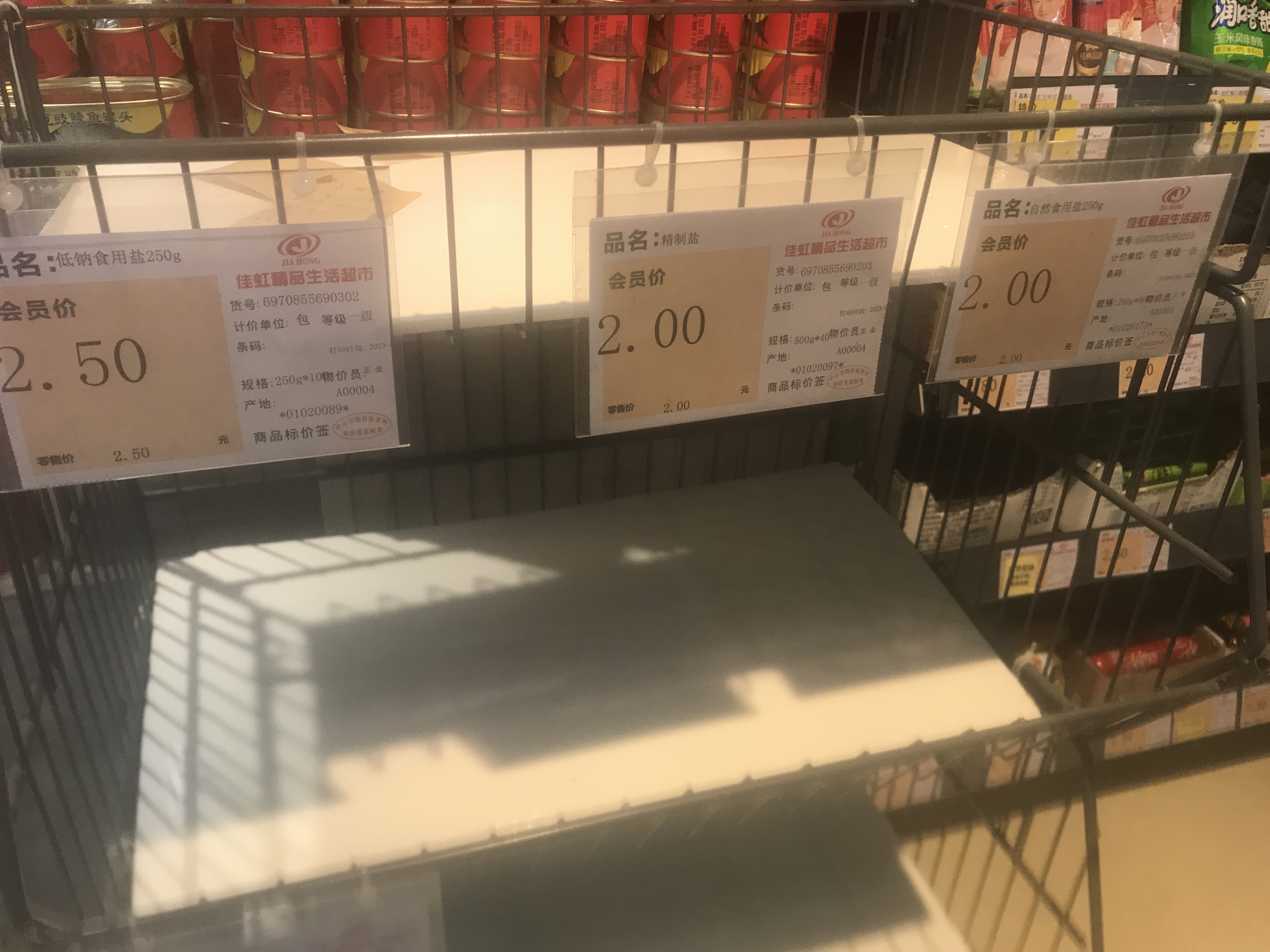
廣東中山市某超市，食用鹽已經售罄

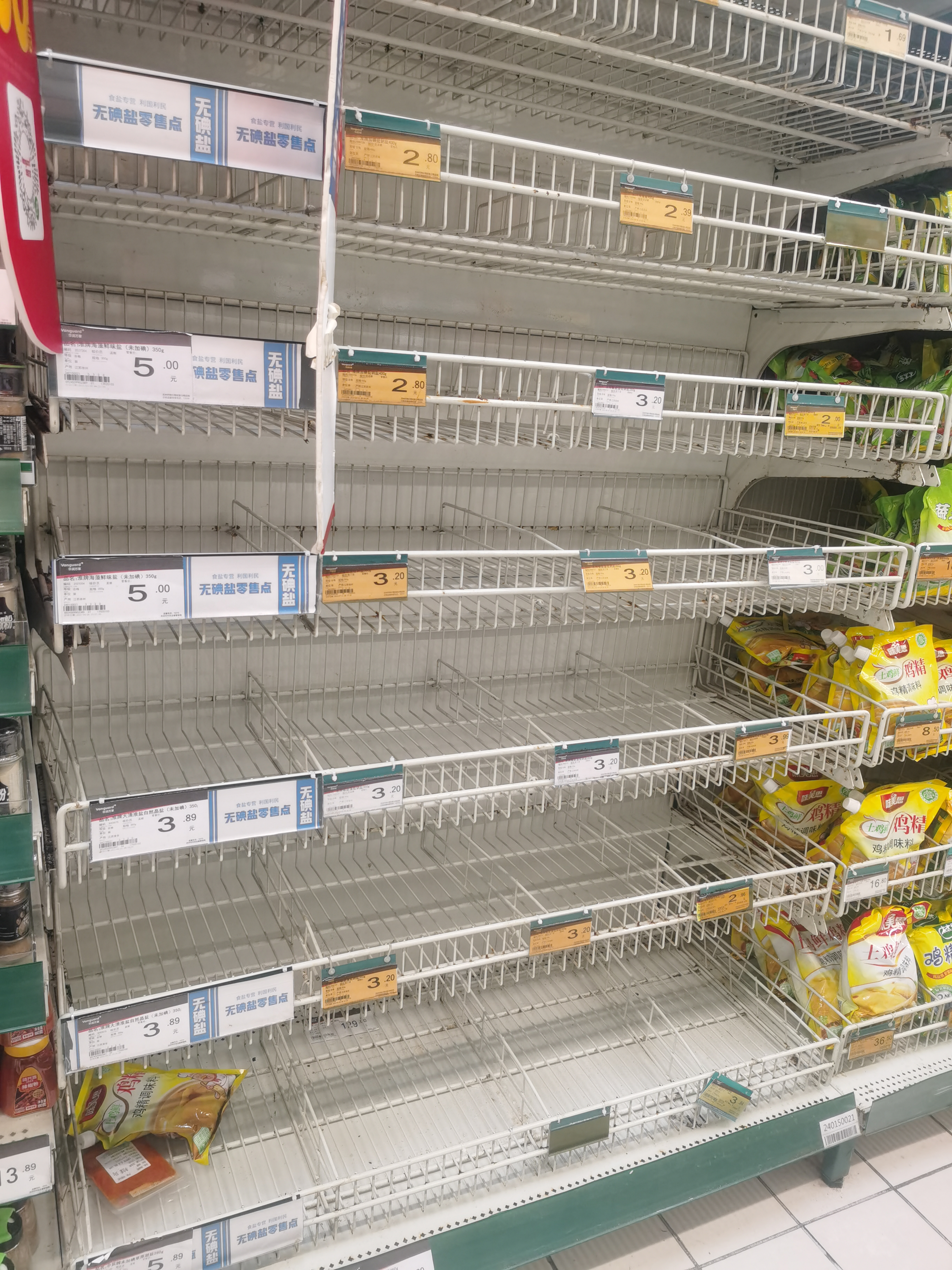
江苏省苏州市一超市食用盐均已售完，等待补货

「盲搶鹽事件」是指在2011年3月日本福岛第一核电站事故期間，以及在2023年8月24日日本正式開始向太平洋排放經處理之核污水前後，在中國内地、香港、澳門、韓國等地出现的民众抢购食盐的现象。抢购食盐的原因有二：一是谣言称“盐中的碘可以防核辐射”，二是民众担心海水受到核泄漏污染导致海盐的生产受影响。事後有多份香港報章以「盲搶鹽」（粵語諧音盲腸炎）形容此次事件。
事实上，食用碘鹽無助預防核輻射。以中華人民共和國衛生部所推薦的加碘食鹽碘含量的每公斤35毫克來計算，需要一次攝入接近3公斤的加碘食鹽，才能達到用作減慢甲状腺吸收放射性碘-131的碘片劑量（100毫克）。但是，根據世界衞生組織建議，每人每日的鈉攝取量應少於2000毫克，即不多於5克食鹽。因此，3公斤裝的鹽量是建議的攝取量的600倍，大幅超出了人體臟器所能承受的範圍，可導致脫水

## 历史

### 2011年
2011年3月17日，受到日本仙台近海地震的核泄漏事故影响，中國内地、香港、澳門等地出现了“食碘盐可以防核辐射”的谣传，各地出現食鹽抢购潮，造成部分商店无盐可售，售價被炒賣高至十倍。香港特区食物及衞生局局長周一嶽澄清指該說法無科學根據，認為有投機分子從中取利。

### 2023年
2023年6月，在福岛放射性污水开始排放前，韩国就出现了食盐抢购潮。

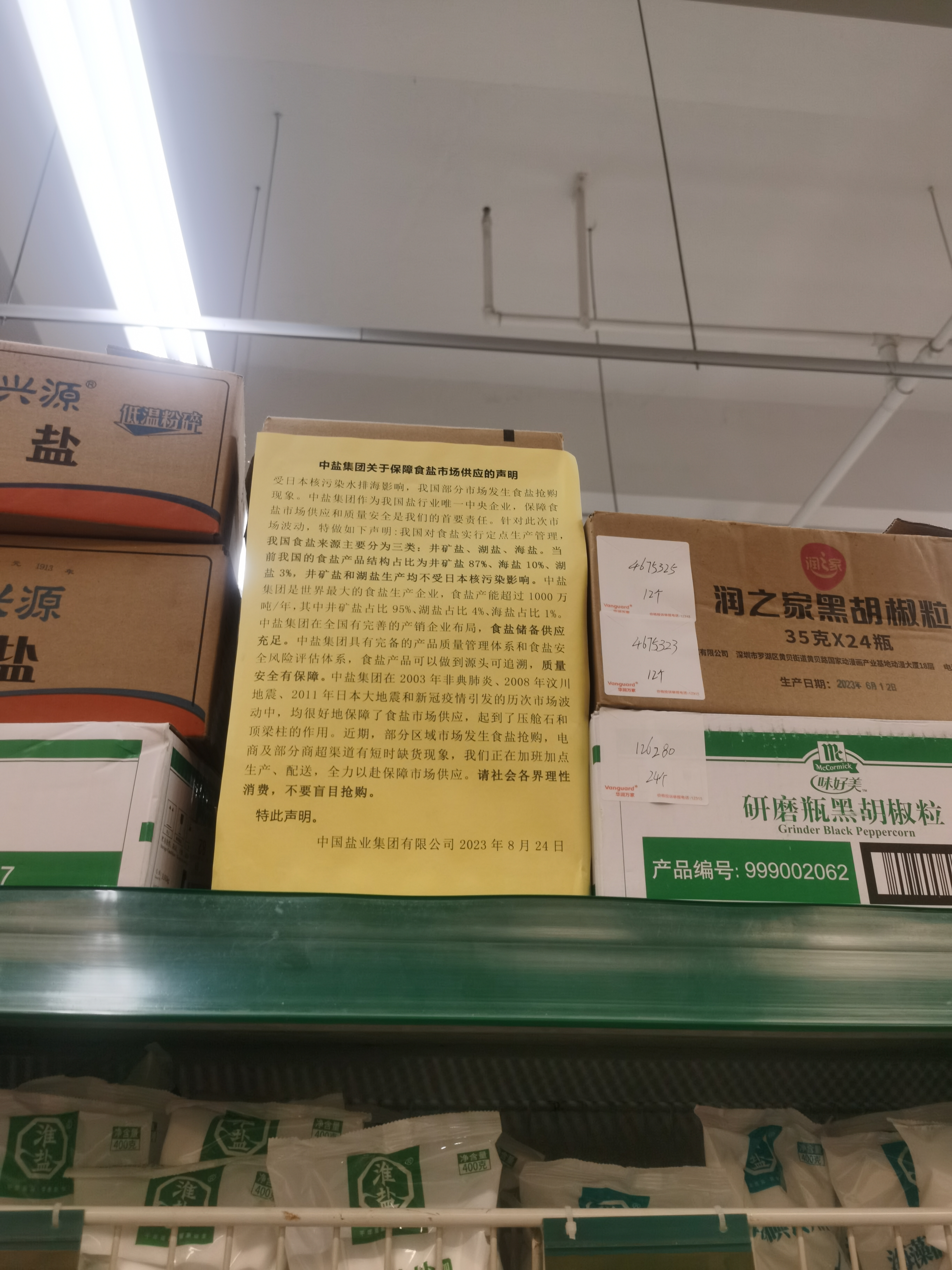
中国盐业集团针对食盐抢购事件发表的声明

2023年8月24日，當日本開始將福島第一核電站經處理的放射性污水排入太平洋後，中國内地、香港、澳門等地再次發生食盐抢购现象。全線食鹽產品在各新興電商平台均被搶空；澳門各大超市貨架上亦一鹽難求。2023年8月26日，中國部分區域市場發生食鹽搶購，電商及部分商超渠道有短時缺貨現象，中盐集团发表声明表示，中國產鹽主要為井矿盐和湖盐，均不受日本核污染影响，且呼吁社会各界理性消费，不要盲目抢购。在澳門，有投機份子以俗稱“走水”（透過螞蟻搬家方式），反向輸送大量食鹽運往內地炒賣。澳門經濟及科技發展局表示高度關注，指與供應商了解食鹽的供應狀況，供應商均表示目前食鹽供應穩定及存貨充足，貨源穩定。經科局密切關注有關情況，持續到市面巡查，嚴厲打擊抬高價格及囤積居奇的行為，以確保澳門民生物資的供需秩序維持正常，保障市民消費權益。香港方面，社交媒體流傳多張超市貨架相片，無論粗鹽、幼鹽、食鹽、海鹽均所餘無幾，甚至被搶購一空。有照片見到有巿民搶購數十包食鹽，供應商表示食鹽一向供應充足穩定，主要從中國内地進口，而日本佔極少數。食物安全中心在社交媒體發文呼籲公眾勿盲目搶鹽，過量攝入碘及鈉（鹽）會危害身體健康。而碘片也不是輻射「解毒劑」，亦不能夠阻止身體吸收碘以外的放射性物質。

## 相關
- 羊群心理

## 外部連結
- 中港爆發「急性盲搶鹽」(東方日報) （页面存档备份，存于）
- 全城盲搶鹽（大公報）
- 中國禁令下　電商平台「湧搶鹽潮」（BBC）[]
- 經科局稱食鹽存量充足籲無需搶購 （澳廣視） （页面存档备份，存于）
- 多平台食用盐显示缺货，专家建议不用囤盐 （第一財經） （页面存档备份，存于）